# はましょー☆あるばむ〜お手当てしましょーこ〜
『はましょー☆あるばむ〜お手当てしましょーこ〜』は、日本のタレント・浜田翔子が2007年10月3日に発売したアルバム。発売元はGIRLS' PARTY。
1980年代〜1990年代のアイドル歌謡をPOPにカヴァー。ボーナストラックとして「セーラー服を脱がさないで」と「素敵が始まる」のリミックス・ヴァージョンを収録している。

## 収録曲
1. 想い出の九十九里浜（Mi-Ke）
2. 素敵が始まる（オリジナル曲）
3. うしろゆびさされ組（うしろゆびさされ組）
4. セーラー服を脱がさないで（おニャン子クラブ）
5. 気分爽快（森高千里）
6. デリケートに好きして（太田貴子）
7. バナナの涙（うしろゆびさされ組）
8. セーラー服を脱がさないで（remix）
9. 素敵が始まる（remix）